# Sloupno, Hradec Králové
Sloupno là một làng thuộc huyện Hradec Králové, vùng Královéhradecký, Cộng hòa Séc.